# Marc Ouellet
Marc Armand Ouellet (La Motte, 8 giugno 1944) è un cardinale, arcivescovo cattolico e teologo canadese, dal 30 gennaio 2023 prefetto emerito del Dicastero per i vescovi e presidente emerito della Pontificia commissione per l'America Latina.

## Biografia

### Origini e giovinezza
Gli Ouellet discendono dal pioniere della Nuova Francia René Ouellet (scritto anche Hoélet o Hoûallet), originario di Parigi e che arrivò in Canada nel 1663. René Ouellet sposò l'8 marzo 1666 a Québec Anne Rivet, una figlia del re originaria della Normandia. Tra i loro figli, nati a Sainte-Famille sull'Île d'Orléans nel mezzo del fiume San Lorenzo, Grégoire Ouellet è l'antenato del cardinale Marc Ouellet.
Marc Armand Ouellet, figlio di Pierre Ouellet (nato il 31 gennaio 1919 a Albanel) e di Graziella Michaud (nata il 23 maggio 1922 à La Motte), è nato l'8 giugno 1944 a La Motte nella diocesi di Amos, il terzo di otto figli.

### Formazione e ministero sacerdotale
Frequenta l'École normale di Amos, dal 1959 al 1964 ed ottiene un baccalaureato in pedagogia dall'Université Laval nel 1964. Prosegue gli studi teologici nel seminario maggiore di Montréal, dove nel 1968 ottiene la licenza in teologia.
Il 25 maggio 1968 è ordinato presbitero dal vescovo Gaston Hains, vescovo coadiutore di Amos, nella chiesa di San Luca a La Motte per la diocesi di Amos. Dopo l'ordinazione è per due anni viceparroco di Saint-Sauveur de Val-d'Or. Nel 1970 si trasferisce in Colombia per insegnare teologia al seminario maggiore di Bogotà, retto dalla Compagnia dei sacerdoti di San Sulpizio, della quale diviene membro nel 1972.
Prosegue i suoi studi a Roma, ottenendo una licenza in filosofia presso la Pontificia università "San Tommaso d'Aquino", nel 1974. Torna quindi in Colombia come professore e membro della direzione del seminario maggiore di Manizales. Due anni dopo, nel 1976, viene richiamato in Canada per ricoprire le stesse funzioni nel seminario maggiore di Montréal.
Nel 1978 decide di proseguire gli studi e rientra nuovamente a Roma, nel 1983 ottiene un dottorato in teologia dogmatica presso la Pontificia Università Gregoriana. Terminati gli studi torna una terza volta in Colombia come professore al seminario di Cali. Un anno dopo, nel 1984 diviene rettore del seminario di Manizales, incarico che mantiene fino al 1989.
Nel 1990 torna in Canada come rettore del seminario di Montréal e dal 1994 come rettore del seminario di Edmonton. Dal 1996 al 2002 è ordinario di teologia dogmatica della Pontificia Università Lateranense a Roma.
Diventa membro associato a Communio, la rivista teologica fondata, tra gli altri, da Joseph Ratzinger e Hans Urs von Balthasar.

### Ministero episcopale e cardinalato

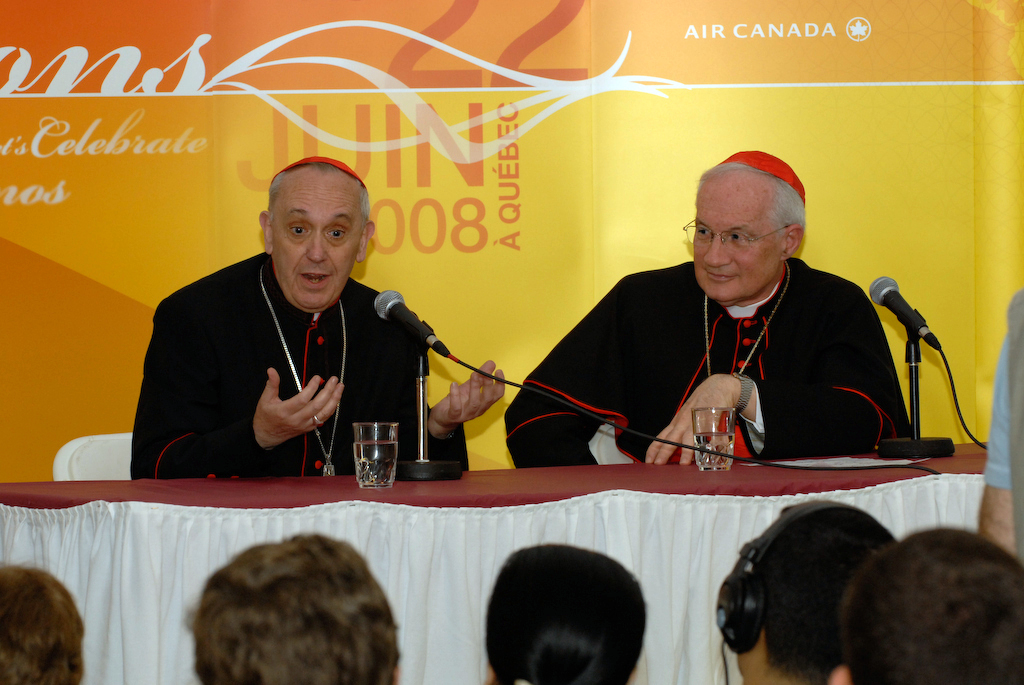
Il cardinale Ouellet con il cardinale Jorge Mario Bergoglio (poi papa Francesco) nel 2008

Il 3 marzo 2001 papa Giovanni Paolo II lo nomina segretario del Pontificio consiglio per la promozione dell'unità dei cristiani e vescovo titolare di Agropoli; succede al cardinale Walter Kasper, nominato presidente del medesimo dicastero. Riceve l'ordinazione episcopale il 19 marzo successivo, nella basilica di San Pietro in Vaticano, dallo stesso papa, coconsacranti i cardinali Angelo Sodano e Giovanni Battista Re.
Il 15 novembre 2002 papa Giovanni Paolo II lo nomina arcivescovo metropolita di Québec e primate del Canada; succede a Maurice Couture, dimessosi per raggiunti limiti di età. Prende possesso dell'arcidiocesi il 26 gennaio 2003. Riceve il pallio dal papa il 29 giugno successivo.
Papa Giovanni Paolo II lo crea cardinale presbitero di Santa Maria in Traspontina nel concistoro del 21 ottobre 2003.
Il 18 e il 19 aprile partecipa come cardinale elettore al conclave del 2005 che elegge papa Benedetto XVI; secondo alcuni osservatori fu egli stesso uno dei papabili, essendo stato infatti collocato dal National Catholic Reporter tra i primi venti porporati con le più alte possibilità di elezione, mentre secondo altri la sua elezione sarebbe stata appoggiata dallo stesso cardinale Ratzinger, eletto poi papa.
Nel maggio 2007 partecipa alla V conferenza episcopale latinoamericana ad Aparecida come membro designato dal papa.
Il 30 giugno 2010 papa Benedetto XVI lo nomina prefetto della Congregazione per i vescovi e presidente della Pontificia commissione per l'America Latina; succede al cardinale Giovanni Battista Re, dimessosi per raggiunti limiti di età.
Il 6 aprile 2011 è nominato membro del Pontificio consiglio per i testi legislativi.
Il 12 e il 13 marzo partecipa come cardinale elettore al conclave del 2013 che elegge papa Francesco.
Il 26 giugno 2018 lo stesso papa Francesco, derogando ai canoni 350 §§ 1-2 e 352 §§ 2-3 del Codice di diritto canonico, lo eleva all'ordine dei cardinali vescovi, con effetto dal 28 giugno successivo.
Il 30 gennaio 2023 papa Francesco accoglie la sua rinuncia, presentata per raggiunti limiti di età, dagli incarichi di prefetto del Dicastero per i vescovi e di presidente della Pontificia commissione per l'America Latina; gli succede Robert Francis Prevost, fino ad allora vescovo di Chiclayo.
L'8 giugno 2024 compie ottant'anni e, in base a quanto disposto dal motu proprio Ingravescentem Aetatem di papa Paolo VI del 1970, esce dal novero dei cardinali elettori e decade da tutti gli incarichi ricoperti nella Curia romana.
Parla correntemente sei lingue: francese (madrelingua), inglese, spagnolo, portoghese, italiano e tedesco.
È considerato come uno dei più strenui difensori della fede cattolica nella gerarchia religiosa canadese, anche in seguito alle posizioni prese in occasione della "Rivoluzione tranquilla" degli anni sessanta avvenuta a suo giudizio troppo precocemente. Appoggia, inoltre la reintroduzione del Canto gregoriano durante le celebrazioni liturgiche.

## Genealogia episcopale e successione apostolica
La genealogia episcopale è:
- Cardinale Scipione Rebiba
- Cardinale Giulio Antonio Santori
- Cardinale Girolamo Bernerio, O.P.
- Arcivescovo Galeazzo Sanvitale
- Cardinale Ludovico Ludovisi
- Cardinale Luigi Caetani
- Cardinale Ulderico Carpegna
- Cardinale Paluzzo Paluzzi Altieri degli Albertoni
- Papa Benedetto XIII
- Papa Benedetto XIV
- Papa Clemente XIII
- Cardinale Enrico Benedetto Stuart
- Papa Leone XII
- Cardinale Chiarissimo Falconieri Mellini
- Cardinale Camillo Di Pietro
- Cardinale Mieczysław Halka Ledóchowski
- Cardinale Jan Maurycy Paweł Puzyna de Kosielsko
- Arcivescovo Józef Bilczewski
- Arcivescovo Bolesław Twardowski
- Arcivescovo Eugeniusz Baziak
- Papa Giovanni Paolo II
- Cardinale Marc Ouellet, P.S.S.

La successione apostolica è:
- Arcivescovo Pierre-André Fournier (2005)
- Vescovo Gilles Lemay (2005)
- Vescovo Paul Lortie (2009)
- Cardinale Gérald Cyprien Lacroix, I.S.P.X. (2009)
- Arcivescovo Dražen Kutleša (2011)
- Vescovo Janusz Bogusław Stepnowski (2011)
- Vescovo José Libardo Garcés Monsalve (2016)
- Arcivescovo Fabio Dal Cin (2017)

## Opere
- Marc Ouellet, Divina somiglianza. Antropologia trinitaria della famiglia, Città del Vaticano, Lateran University Press, 2005, ISBN 978-88-465-0450-0.
- Marc Ouellet, Vocazione cristiana al matrimonio e alla famiglia nella missione della Chiesa, Città del Vaticano, Lateran University Press, 2005, ISBN 978-88-465-0492-0.
- Marc Ouellet, Mistero e sacramento dell'amore. Teologia del matrimonio e della famiglia per la nuova evangelizzazione, Siena, Cantagalli, 2007, ISBN 978-88-8272-338-5.
- Marc Ouellet, La sfida dell'unità. I carismi e la Trinità, Roma, Città Nuova, 2011, ISBN 978-88-311-0251-3.
- Marc Ouellet, Amici dello sposo. Per una visione rinnovata del celibato sacerdotale, Siena, Cantagalli, 2019, ISBN 978-8868798338.